# Логойський район
Лого́йський райо́н — адміністративна одиниця Білорусі, Мінська область.

## Географія
Річки: Ілія, Двіноса.

## Адміністративний поділ
У Логойському районі налічують 320 населених пунктів, з них два містечка — Логойськ і Плещениці. Всі села приналежні до 2-ох селищних та 17-и сільських рад:
- Янушковицька сільська рада → Айнаровичі • Вільхівка • Оскришина • Бобри • Великі Бесіди • Бориски • Бояри • Бухновичі • Вепрати • Дашки • Дениски • Жабичі • Жиличі • Коніковичі • Калачі • Карпилівка • Козлівщина • Комуна • Кременець • Малі Бесіди • Малі Янушковичі • Мочулище • Мишиці • Мишковичі • Павленяти • Паниші • Подворяне • Ратьковичі • Серпищина • Стайки • Павленяти • Слижино • Совденевичі • Трусовичі • Хоружинці • Якубовичі Борові • Якубовичі Горові • Янушковичі
- Плещеницька селищна рада → Бурі • Вязівщина • Загір'я • Задвірки • Зади • Замостя • Застінок • Калюга • Комарівка • Лядо • Отрубок • Приліпці • Рудня • Русаки • Слобода • Соколи • Юльяново
- Швабська сільська рада → Вербове • Ганевичі • Заберезівка • Запілля • Киселівка • Кроква • Логи • Лядо • Мехеди • Молоді • Морозівка • Мостище • Мурожне • Олешники • Погребище • Рудня • Старий Млин • Кути • Таковщина • Цна • Чеботарі • Чемки • Шваби • Юрковичі
- Острошицька сільська рада → Бояри • Веснино • Зиково • Ковалівщина • Кондратовичі • Крапужино • Литвинково • Лобунщина • Метличино • Мончаки • Мощенка • Острошиці • Панишевщина • Ребрище • Чуденичі
- Жовтнева сільська рада → Борсуки • Дрила 1 • Дрила 2 • Городище • Карбановщина • Лозовка • Жовтень • Проходи • Пущенка • Росохи • Сукневичі • Уболоття • Цинне • Штанюки
- Околовська сільська рада → Глібовщина • Городець • Губа • Дальковичі • Жердяжне • Жестяне • Забір'я • Замош'є • Коргово • Крута Гора • Малинівка • Новосілки • Околово • Острів • Першотравнева • Підчерниця • Черниця • Прусовичі • Пунище • Рубіж • Становище • Старинці • Тарасино • Червона Зоря • Чистий Бір
- Нестановицька сільська рада → Біле • Боброво 1 • Боброво 2 • Буденичі • Булахівка • Великі Нестановичі • Малі Нестановичі • Запілля • Горбовщина • Завишино • Завишинська Рудня • Левданщина • Осинці • Петроліно • Прогон • Стрий • Студенець • Тихоновичі • Троянець
- Логойська селищна рада → Вераги • Гостиловичі • Заозер'я • Зелений Луг • Луцівщина• Логожеськ • Михайлово • Нивки • Пониззя • Рудня • Слаговище • Терховичі • Чорний Ліс
- Логозинська сільська рада → Білани • Добренево • Кузевичі • Зелений Сад • Малинівка • Логоза • Медухово • Нове Городище • Нове Життя • Сілець • Селище • Старе Городище • Сироївщина
- Крайська сільська рада → Гапоново • Гриневичі • Деревно • Задроздне • Крайськ • Красноволля • Людвиново • Рогозино • Межанка • Сушково • Ходаки
- Камінська сільська рада → Ганцевичі • Жолуді • Закалюжжя • Зацення • Камінне • Камінська Слобода • Козинець • Лавоша • Липки • Малинівка • Мокрядь • Новоганцевичі • Новоганцевицька Рудня • Новоганцевицька Слобода • Пограниччя • Підлап'я • Ралівка • Селище • Стаєцьке • Стайки • Середнє • Староганцевицька Слобода • Фільяново • Хворостени • Чмелевичі
- Ізбищенська сільська рада → Ізбище • Матеєво • Попівці • Саковичі • Хатень • Шамівка • Юрилово
- Знаменівська сільська рада → Гаїще • Жолудівщина • Загір'я • Замосточне • Знаменка • Карцовщина • Косино • Мачужичі • Пархово • Свидно • Силичі • Черняховський
- Заріченська сільська рада → Глубочани • Горовець • Дунай • Заріччя • Замош'є • Конюхи • Котелі • Лядо • Полоси • Посадець • Пуща • Репище • Селище • Скороди • Франуліно
- Задор'євська сільська рада → Амнишево • Буда • Васильківка • Вейно • Венера • Вигор • Горовець • Горіле • Двіноса • Гірне • Задорьє • Задор'є• Займище • Засов'я • Острів 1 • Острів 2 • Червоне • Литвичі • Лісники • Лонва • Луське • Пічне • Пристань • Пуща• Солов'ївка • Хороше • Череповщина
- Гайнинська сільська рада → Антонівка • Олександрино • Гайна • Великі Укроповичі • Громниці • Домаші • Жирблевичі • Звіриничі • Козирі • Корінь • Червоний Бір • Лищиці • Малі Укроповичі • Лозки • Михалковичі • Мурованка • Нарбутово • Нове Чернове • Прудки • Путилове • Ревячино • Родевичі • Слобода • Старе Чернове • Терехи
- Білоруцька сільська рада → Олекшиці • Білоручі • Вяча • Великі Гаяни • Дубниця • Закриниччя • Корбачівка • Малі Гаяни • Марковщина • Мерковичи • Метличино • Мочани • Вільховець • Присілки • Пруддище • Семково • Суха Гора • Тукалівка

## Відомі постаті
- Змітрок Бядуля — білоруський письменник
- Ніл Гілевич — білоруський поет, громадський діяч, Народний поет Білорусі
- Адам Чарноцький (псевд. Зорян Доленґа-Ходаковський) — польський, білоруський та український археолог, етнограф і фольклорист
- Іван Пташников — білоруський письменник
- Володимир Гончарик — білоруський політичний діяч